# ك. س. إرفينغ
ك. س. إرفينغ هو رائد أعمال كندي، ولد في 14 مارس 1899 في Bouctouche ‏ في كندا، وتوفي في 13 ديسمبر 1992 في سانت جون في كندا.

## وصلات خارجية
- ك. س. إرفينغ على موقع الموسوعة البريطانية (الإنجليزية)